# Homeward Bound
Homeward Bound är en låt skriven av Paul Simon och lanserad av Simon and Garfunkel 1966. Paul Simon skrev låten sent 1965 då han befann sig på en järnvägsstation i Warrington i Storbritannien, och det är en låt om hemlängtan (i det här fallet Simons hem i USA). Låten blev en hitsingel både i Europa och USA och var uppföljarsingel till deras genombrottslåt "The Sound of Silence". När låten togs med på samlingsalbumet Greatest Hits 1972 var det i en version inspelad live.

## Listplaceringar
| Lista (1966)   | Position              |
| -------------- | --------------------- |
| Kanada         | 2 (RPM)               |
| Nederländerna  | 4                     |
| Nya Zeeland    | 2 (NZ Listner)        |
| Storbritannien | 9                     |
| Sverige        | 12 (Kvällstoppen)     |
| Sverige        | 2 (Tio i topp)        |
| USA            | 5 (Billboard Hot 100) |